# Justizvollzugsanstalt Bremervörde
Die Justizvollzugsanstalt Bremervörde ist die erste teilprivatisierte Justizvollzugsanstalt in Niedersachsen. Der Auftragnehmer, die BAM PPP JVA Bremervörde Projektgesellschaft mbH, ein Unternehmen der Royal BAM Group sowie die ebenfalls beteiligten Konzerngesellschaften BAM Deutschland AG und BAM Immobilien-Dienstleistungen GmbH, erbrachten bzw. erbringen die Planung, den Bau, die Finanzierung und Teile des Betriebes der JVA Bremervörde im Rahmen einer Öffentlich-Privaten Partnerschaft.
Zur Durchführung der Öffentlich-Privaten Partnerschaft wurden zwischen dem Land Niedersachsen und der BAM PPP JVA Bremervörde Projektgesellschaft mbH unter anderem verschiedene Einzelverträge abgeschlossen, die in einem unmittelbaren wirtschaftlichen und rechtlichen Zusammenhang stehen. Das Gesamtinvestitionsvolumen für die Betriebsphase im Zeitraum Januar 2013 bis Dezember 2037 beträgt ca. 286 Mio. Euro.
Dem Land Niedersachsen, vertreten durch die Anstaltsleitung der JVA Bremervörde und deren Bediensteten, obliegt die Aufrechterhaltung der Sicherheit und Ordnung des Justizvollzugs in allen Bereichen der JVA Bremervörde. Zu diesem Zweck werden alle hoheitlichen Aufgaben durch Landesbedienstete wahrgenommen und tragen für den Vollzug in der JVA Bremervörde die Gesamtverantwortung. Insgesamt arbeiten derzeit (Stand: November 2021) 199 Mitarbeiter in der JVA Bremervörde, wovon 117 Bedienstete des Landes Niedersachsen und 82 Beschäftigte des privaten Partners sind.

## Belegungsfähigkeit
Die JVA Bremervörde ist eine Anstalt des geschlossenen Vollzuges für männliche erwachsene Strafgefangene mit 180 Plätzen, einer Abteilung des offenen Vollzuges für männliche erwachsene Strafgefangene mit 30 Plätzen und einer Abteilung für Untersuchungsgefangene mit 90 Plätzen. 
Nach dem Vollstreckungsplan ist die JVA Bremervörde für 15 AG-Bezirke in Niedersachsen zuständig. Im Einzelnen sind dies: (Stand: 1. Mai 2013)
- für die Strafhaft die Amtsgerichtsbezirke Achim, Bremervörde, Buxtehude, Cuxhaven, Delmenhorst, Geestland, Osterholz-Scharmbeck, Otterndorf, Rotenburg (Wümme), Stade, Syke, Verden und Zeven
- für die U-Haft die Amtsgerichtsbezirke Bremervörde, Buxtehude, Cuxhaven, Delmenhorst, Geestland, Osterholz-Scharmbeck, Otterndorf, Rotenburg/Wümme, Stade, Zeven und Verden
- für den offenen Vollzug die Amtsgerichtsbezirke Achim, Bremervörde, Cuxhaven, Geestland, Osterholz-Scharmbeck, Otterndorf, Rotenburg/Wümme, Stade, Zeven und Verden

In der JVA Bremervörde werden folgende Freiheitsstrafen vollzogen:
- Vollzug der zeitigen FS für männliche erwachsene Gefangene (Regelvollzug).
- Aufnahme von Gefangenen, die aus dem offenen Vollzug mangels Eignung abgelöst worden sind.
- Für die Abteilung des offenen Vollzuges gibt es nach dem Vollstreckungsplan keine Zuständigkeit. Die Einweisung erfolgt direkte über die Zuweisung oder später über Vollzugsplanfortschreibung nach Bewährung.
- Untersuchungshaft